# Нравственное помешательство
Нра́вственное помеша́тельство, также известное как мора́льное помеша́тельство, мора́льная анестези́я, мора́льная идиоти́я, патома́ния (лат. īnsānītās mōrālis, от лат. mōs, mōris — «нрав» и īnsānus — «безумный, сумасшедший»; англ. moral insanity), — устаревшее название класса психических расстройств, сопровождающихся серьёзными нарушениями морально-нравственных представлений пациента при сохранении у него в той или иной степени интеллектуальных способностей, применявшееся в ранние периоды развития психиатрии, до выработки современных нозологических классификаций психических расстройств.
Данное выражение было введено в психиатрию английским врачом Джеймсом Причардом (1835), который возражал против взгляда, разделявшегося тогда врачами и юристами, о том, что помешательство имеется лишь там, где обнаруживается расстройство умственных способностей. Он доказывал возможность такого помешательства, при котором нет ни бреда, ни обманов чувств, ни помрачения сознания. Причард понимал под словами «нравственное помешательство» клиническую картину, характеризующуюся более или менее изолированным поражением эмоциональной сферы, как противоположность «интеллектуальному помешательству» (англ. intellectual insanity), основной признак которого — поражение интеллекта. Однако последователи Причарда стали подразумевать под этим термином немного другое: нарушения нравственных представлений при более или менее сохранённом интеллекте. В некоторых случаях, согласно Причарду, при нравственном помешательстве отмечался даже высоко развитый интеллект.
Эмиль Крепелин не считал нравственное помешательство отдельной нозологической единицей, а относил её к нерезко выраженной группе психопатов под названием «враги общества». Курт Шнайдер в своей классификации относил их к «бессердечным» психопатам.
В современных психиатрических классификациях отсутствует нравственное помешательство, да и вообще мономании (однопредметные помешательства). Ближе всего к нравственному помешательству диссоциальное (антисоциальное) расстройство личности (ранее известное как «гебоидная психопатия»), расстройство личности, при котором характерны резко выраженные моральные дефекты. Отрицание моральных ценностей и отказ от нравственного поведения свойственно также больным гебефренической шизофренией и гебоидофренией (гебоидным синдромом). При диссоциальном расстройстве личности наличествует наследственно-конституциональная неспособность усваивать нормы нравственности, а при гебоидофрении — дисфункция психических структур, которые ответственны за нравственное поведение.